# Kitimat Ranges
Kitimat Ranges je horské pásmo při pobřeží Tichého oceánu, na západě Britské Kolumbie v Kanadě.
Pohoří je součástí Pobřežních hor.
Nejvyšší horou je Howson Peak (2 759 m).
Pohoří je na řadě míst přerušeno četnými fjordy.

## Geografie
Na severu, za Nass River, leží pohoří Boundary Ranges, na jihu, za zálivem Burke Channel, leží Pacific Ranges, další dvě pohoří, které společně s Kitimat Ranges tvoří Pobřežní hory. Východně leží plošina Nechako Plateau, západně Ostrovy královny Charlotty.

### Členění
Kitimat Range se skládá z dalších horských pásem:
- Bare Top Range
- Countess of Dufferin Range
- Kitlope Range
- North Coastal Archipelago
- Tenaiko Range